# ジェイデン・フィロジーン
ジェイデン・リチャード・フィロジーン＝ビデイス（Jaden Richard Philogene-Bidace, 2002年2月8日 - ）は、イングランド・ハマースミス・アンド・フラム・ロンドン特別区ハマースミス出身のサッカー選手。プレミアリーグ・イプスウィッチ・タウンFC所属。ポジションはミッドフィールダー、フォワード。

## 経歴

### アストン・ヴィラ
2018年1月にアストン・ヴィラFCのユースアカデミーに加入。これ以前にはブレントフォードFCなど、イングリッシュ・フットボールリーグの多くのクラブでトライアル期間を過ごしていた。
U-23チームで活躍してFCバルセロナ、パリ・サンジェルマンFC、ボルシア・ドルトムントなどから注目される中、アストン・ヴィラとプロ契約を結んだ。
2021年5月19日のトッテナム・ホットスパーFC戦に途中出場してプロデビューした。

#### ストーク・シティ
2022年1月21日にEFLチャンピオンシップのストーク・シティFCへ期限付き移籍した。ストーク・シティでは11試合に出場し、2月8日のスウォンジー・シティAFC戦でプロ初得点を記録した。

#### カーディフ・シティ
2022年7月26日にEFLチャンピオンシップのカーディフ・シティFCへ期限付き移籍した。8月13日のバーミンガム・シティFC戦で移籍後初得点を記録した。

### ハル・シティ
2023年9月1日、EFLチャンピオンシップのハル・シティAFCへ買い戻しオプション付きで完全移籍。9月15日に1-1の引き分けに終わったコヴェントリー・シティとのホームゲームでデビュー。
11月、ハル・シティの10月月間最優秀選手に選出。
2024年2月13日、2-1で勝利したロザラム・ユナイテッド戦で決めた同点ゴールが一部の評論家からFIFAプスカシュ賞に値すると評された。このゴールでフィロジンは相手DFをかわしてからラボーナでボールをネットに押し込んだ。当初はボールがネットに入る前にわずかに逸れたためオウンゴールと記録されたが、イングリッシュ・フットボールリーグは最終的にフィロジンのゴールに変更した。

### アストン・ヴィラ復帰
2024年7月19日に古巣のアストン・ヴィラへ完全移籍し、5年契約を結んだ。8月17日、2-1で勝利したウェストハムとのリーグ開幕戦に途中出場しヴィラでの再デビューを果たした。10月2日、UEFAチャンピオンズリーグ、バイエルン・ミュンヘン戦で復帰後公式戦初スタメン出場を果たし、落ち着いたプレーで攻守に見せ場を作り、1-0での勝利に貢献した。10月19日、3-1の勝利を収めたフラムとのアウェー戦で、ロスタイムに2枚目のイエローカードを受け、シニアキャリア初のレッドカードを生まれ故郷のスタジアムで提示された。

### イプスウィッチ・タウン
2025年1月16日、イプスウィッチ・タウンFCへ完全移籍した。

## 代表歴
イングランド生まれだが、ルーツはドミニカ系。
2020年11月17日にU-19イングランド代表に初選出され、ダービー・カウンティFCのU-23チームとの試合でハットトリックを記録した。
2023年10月12日にU-21イングランド代表に初選出され、UEFA U-21欧州選手権予選のセルビア戦で2得点を記録した。

## 人物
憧れの選手はロナウジーニョとネイマール。
弟のブレイク・フィロジーン＝ビデイスはトッテナム・ホットスパーFC U14チームに所属しており、兄ジェイデンがラボーナでゴールを決めた直後に2人のディフェンダーを華麗にかわす弟ブレイクのプレー映像がSNSに出回り話題を呼んだ。
もし、サッカー選手になっていなかったら何になっているかという質問には「テニスプレイヤー」と答えている。
2024年11月29日、ロザラム・ユナイテッド戦のラボーナで決めたゴールがFIFAプスカシュ賞にノミネートされた。

## 個人成績

### クラブ
| クラブ                    | シーズン | リーグ         | リーグ戦 | リーグ戦 | カップ戦 | カップ戦 | リーグ杯 | リーグ杯 | 国際大会 | 国際大会 | その他 | その他 | 合計 | 合計 |
| クラブ                    | シーズン | リーグ         | 出場     | 得点     | 出場     | 得点     | 出場     | 得点     | 出場     | 得点     | 出場   | 得点   | 出場 | 得点 |
| ------------------------- | -------- | -------------- | -------- | -------- | -------- | -------- | -------- | -------- | -------- | -------- | ------ | ------ | ---- | ---- |
| アストン・ヴィラ          | 2020-21  | プレミアリーグ | 1        | 0        | -        | -        | -        | -        | -        | -        | -      | -      | 1    | 0    |
| アストン・ヴィラ          | 2021-22  | プレミアリーグ | 1        | 0        | 1        | 0        | 2        | 0        | -        | -        | -      | -      | 4    | 0    |
| アストン・ヴィラ          | 2022-23  | プレミアリーグ | -        | -        | -        | -        | -        | -        | -        | -        | -      | -      | 0    | 0    |
| アストン・ヴィラ          | 2023-24  | プレミアリーグ | 1        | 0        | -        | -        | -        | -        | -        | -        | -      | -      | 1    | 0    |
| アストン・ヴィラ          | 通算     | 通算           | 3        | 0        | 1        | 0        | 2        | 0        | -        | -        | -      | -      | 6    | 0    |
| ストーク・シティ (loan)   | 2021-22  | EFLC           | 11       | 1        | -        | -        | -        | -        | -        | -        | -      | -      | 11   | 1    |
| カーディフ・シティ (loan) | 2022-23  | EFLC           | 30       | 4        | 1        | 1        | 1        | 0        | -        | -        | -      | -      | 32   | 5    |
| 総通算                    | 総通算   | 総通算         | 44       | 5        | 2        | 1        | 3        | 0        | -        | -        | -      | -      | 50   | 6    |